# Liste der Monuments historiques in Fralignes
Die Liste der Monuments historiques in Fralignes führt die Monuments historiques in der französischen Gemeinde Fralignes auf.

## Liste der Objekte
| Bezeichnung                   | Beschreibung                          | Standort                      | Kennzeichnung | Schutzstatus | Datum | Bild |
| ----------------------------- | ------------------------------------- | ----------------------------- | ------------- | ------------ | ----- | ---- |
| Weihwassereimer und Aspergill | Kupfer, 18. Jahrhundert               | in der Kirche St-Parre (Lage) | PM10004270    | Inscrit      | 1981  |      |
| Skulptur Heiliger Theobald    | Holz, farbig gefasst, 17. Jahrhundert | in der Kirche St-Parre (Lage) | PM10000853    | Classé       | 1957  |      |